# Катаедзоме
Катаедзоме (яп. 型絵染 — катаедзоме, «трафаретне фарбування») — техніка нанесення кольорового малюнку на спеціальний японський папір васі з використанням паперового трафарету. Є однією з технік фарбування японського кімоно. Особливостями творів цього виду мистецтва є сила спрощеної композиції та, водночас, ніжність і тепло кольору, що увібрав у себе папір васі.
Як техніка фарбування кімоно, катадзоме має більш ніж тисячолітню історію і являє собою процес, розділений на кілька етапів, кожний з яких виконується окремим майстром. На початку ХХ сторіччя був винайдений трафаретний друк на японському папері васі, весь процес якого виконувався вже однією людиною.
Перша виставка катаедзоме в Україні проходила у Києві у Музеї мистецтв ім. Б. та В.Ханенків з 10 по 29 жовтня 2006 року. Свої роботи представила японка Сакамото Фуса. Виставка називалася «Японські форми та кольори».